# Anna Jay
Pour les articles homonymes, voir Jernigan et Jay.
Anna Marie Jernigan (née le 15 juillet 1998 à Brunswick (Géorgie)) est une catcheuse (lutteuse professionnelle) américaine. Elle travaille actuellement à la All Elite Wrestling, sous le nom d'Anna Jay.

## Jeunesse
Anna Marie Jernigan est une fan de catch depuis l'enfance, notamment de Lita et Trish Stratus. Le catcheur Ray Lloyd, connu sous le nom de ring de Glacier, est d'ailleurs un ami de la famille. Après le lycée, elle étudie au College of Coastal Georgia (en).

## Carrière de catcheuse

### Débuts (2018-2020)
Anna Marie Jernigan s'entraîne pour devenir catcheur auprès de Glacier et QT Marshall à Atlanta,. Elle fait ses débuts en septembre 2019. Par la suite, elle lutte essentiellement dans des petites fédérations de catch de la côte est des États-Unis.

### All Elite Wrestling (2020-...)
Le 1er avril 2020 à Dynamite, elle fait ses débuts à la All Elite Wrestling sous le nom d'Anna Jayy, dispute son premier match, mais perd face à Hikaru Shida. Quatre jours plus tard, elle signe officiellement avec la compagnie. Le 29 juillet, elle effectue un Heel Turn en rejoignant officiellement le Dark Order, en tant que #99 et change de nom pour celui d'Anna Jay. Quelques jours plus tard, Chris Jericho annonce dans une vidéo que Jay va faire équipe avec Tay Conti durant le AEW Women's Tag Team Tournament. Durant cette compétition, elles battent Nyla Rose et Ariane Andrew au premier tour, mais perdent face à Diamante et Ivelisse en demi-finale,. Le 26 décembre, le leader de son clan, Brodie Lee, meurt d'une maladie pulmonaire après deux mois d'hospitalisation. Quatre soirs plus tard à Dynamite : Tribute to Brodie Lee, show organisé en l'honneur de ce dernier, les deux catcheuses effectuent un Face Turn, puis battent Dr Britt Baker D.M.D et Penelope Ford (en),. Au début de l'année 2021, le Wrestling Observer Newsletter et Pro Wrestling Illustrated la désigne comme la 2e rookie de l'année,.
Le 10 février 2021, l'AEW annonce les participantes pour l'AEW Women's World Title Eliminator Tournament qui donne droit à la gagnante à un match pour le championnat du monde féminin de l'AEW. Jay est une des participantes et il est prévu qu'elle affronte Britt Baker au premier tour. Malheureusement, Jay ne peut pas participer à ce tournoi à cause d'une blessure à l'épaule qui nécessite une opération. Elle fait son retour à la télévision le 1er septembre en aidant sa coéquipière Tay Conti à battre Penelope Ford. Le 5 septembre à All Out, elle participe à la 21-Women Casino Battle Royal où elle élimine Emi Sakura (en), avant d'être sorti par Penelope Ford. Fin octobre, l'AEW annonce les participantes pour le tournoi désignant la première championne TBS. Elle se fait éliminer au premier tour de ce tournoi le 3 novembre par Jamie Hayter. 
Le 29 mai 2022 à Double or Nothing, elle ne remporte pas le titre TBS, battue par Jade Cargill. Le 20 juillet à Fyter Fest - Night 2, pendant le Barbed Wire Everywhere Death match entre Chris Jericho et Eddie Kingston, elle effectue un Heel Turn, car elle attaque d'abord Ruby Soho, puis libère les quatre catcheurs du clan Jericho Appreciation Society, enfermés dans une cage à requins et rejoint officiellement le clan ,. Elle modifie aussi son nom de ring en ajoutant les lettres AS pour bien marquer son appartenance à ce clan.
Le 9 août 2023 à Dynamite, le clan se dissout car les membres, reprochent à leur leader son égoïsme et son manque de solidarité vis-à-vis d'eux et de ne rien leur donner en retour.
Le 10 janvier 2024 à Dynamite: Homecoming, elle effectue un Face Turn, car Kris Statlander, Willow Nightingale, Thunder Rosa et elle battent Julia Hart, Skye Blue, Saraya et Ruby Soho dans un 8-Women Tag Team match en hommage à son mentor, Brodie Lee.
Le 19 juin à Dynamite, elle effectue un Heel Turn, car elle attaque Mina Shirakawa, Mariah May et "Timeless" Toni Storm, puis rejoint officiellement les Outcasts de Saraya et Harley Cameron.
Le 8 octobre à Dynamite: Title Tuesday, elle effectue un Face Turn, car elle refuse d'aider la leader des Outcasts à gagner le 4-Way match face aux trois autres catcheuses. Quatre soirs plus tard lors du pré-show à WrestleDream, elle bat Harley Cameron. Le 23 novembre lors du pré-show à Full Gear, elle bat Deonna Purrazzo.

## Palmarès
- All Elite Wrestling
  - AEW Dynamite Awards (1 fois)
    - Le plus grand moment WTF (2022) - TayJay (Anna Jay et Tay Conti) vs. The Bunny et Penelope Ford dans un Street Fight à New's Year Smash (31  December)

## Récompenses des magazines
- Pro Wrestling Illustrated

| Année | 2022 | 2023 | 2024 |
| ----- | ---- | ---- | ---- |
| Rang  | 103  | 111  | 93   |

## Vie privée
Elle est actuellement en couple avec le catcheur de la AEW, Jack Perry.